# Symmius azumai
Symmius azumai är en kräftdjursart som beskrevs av Nunomura 2008. Symmius azumai ingår i släktet Symmius och familjen Chaetiliidae. Inga underarter finns listade i Catalogue of Life.